# Dizzy Reece
Alphonso Son 'Dizzy' Reece (Kingston (Jamaica), 5 januari 1931) is een Jamaicaans jazztrompettist van de hardbop.

## Biografie
Dizzy Reece is de zoon van een stomme film-pianist. Hij speelde eerst tenorsax en baritonsaxofoon en wisselde op 14-jarige leeftijd naar de trompet. Op 16-jarige leeftijd was hij professionele muzikant, ging naar Londen in 1948 en speelde daar met Victor Feldman en Tubby Hayes. Een reeks albums en ep's voor het label Tempo Records werden daar gecreëerd. Hij werkte tijdens de jaren 1950 in Europa, meestal in Parijs, maar ook in Nederland, Spanje en Duitsland, waar hij ook speelde met het entertainmentorkest Beromünster. In Parijs speelde hij met Don Byas, Kenny Clarke, Frank Foster en Thad Jones. In 1959 ging hij naar New York. Reece nam een aantal albums op voor Blue Note Records en had zijn eigen formatie met Art Taylor. Dizzy Reece is nog steeds actief als muzikant. Gedurende zijn carrière heeft hij opgenomen met Dexter Gordon, Victor Feldman, Tubby Hayes, de Paris Reunion Band, de Clifford Jordan Big Band, Ted Curson, Duke Jordan, John Gilmore en Philly Joe Jones.

## Discografie
Als leader
- ????: Mosaic Select: Dizzy Reece met Ronnie Scott
- 1956-58: Progress Report (Jasmine) met Victor Feldman, Tubby Hayes
- 1958: Blues In Trinity (Blue Note Records)
- 1959: Star Bright (Blue Note Records)
- 1960: Comin' On! (Blue Note Records)
- 1960: Soundn' Off (Blue Note Records) met Walter Bishop jr., Doug Watkins, Art Taylor
- 1962: Asia Minor (Prestige Records/New Jazz) met Joe Farrell, Cecil Payne, Hank Jones, Ron Carter, Charlie Persip
- 1978: Dizzy Reece Quintet: From In To Out (Futura Records)

Als sideman
- 1960: Duke Jordan: Flight To Jordan (Blue Note Records)
- 1991: Clifford Jordan: Down Through The Years (Milestone Records)